# 7771 Tvären
7771 Tvären là một tiểu hành tinh vành đai chính với chu kỳ quỹ đạo là 1583.7910599 ngày (4.34 năm).
Nó được phát hiện ngày 2 tháng 3 năm 1992.